# Umanlau
Umanlau ist eine osttimoresische Aldeia im Suco Fatisi (Verwaltungsamt Laulara, Gemeinde Aileu). 2015 lebten in der Aldeia 190 Menschen.

## Geographie und Einrichtungen
Die Aldeia Umanlau liegt im Zentrum des Sucos Fatisi. Westlich befindet sich die Aldeia Banro und östlich die Aldeia Maubouc. Im Norden grenzt Umanlau an den Suco Bocolelo und im Südwesten an sie die Gemeinde Ermera mit ihrem Suco Samalete (Verwaltungsamt Railaco). Ein Nebenfluss des Rio Comoro bildet die Grenze zu Ermera.
Entlang des Ostufers des Grenzflusses verläuft die Überlandstraße von der Landeshauptstadt Dili im Norden zur Gemeindehauptstadt Aileu im Süden. An der Westgrenze verläuft eine weitere Straße, die aus dem Norden kommt. An ihr liegen verstreut Häuser. Im Weiler Umanbui befindet sich der Sitz des Sucos Fatisi. Sabereke ist eine Einzelsiedlung in der Aldeia.